# دخيلة (مسلسل)
دخيلة (بالإنجليزية: Outlander)‏ هو مسلسل دراما ملحمي بريطاني-أمريكي مَبني على سلسلة روايات تحمل نفس العنوان لمؤلفتها ديانا غابالدون. المسلسل من تطوير رونالد دي. مور لصالح قناة ستارز وبدأ عرضه في 9 أغسطس 2014. المسلسل من بطولة كاترينا بالف بدور كلير راندال، وهي ممرضة حرب عالمية ثانية في عام 1945 ترجع بالزمن إلى اسكتلندا عام 1743، حيث تقابل محارب وسيم يدعى جايمي فريزر (سام هيوين) وتصبح متورطة في ثورة اليعاقبة.
الموسم الثاني مكون من 13 حلقة بدأ عرضه في 9 أبريل 2016، وهو مبني على رواية اليعسوب في الكهرمان. في 1 يونيو 2016، تم تجديد المسلسل إلى موسم ثالث ورابع مقتبسين من الروايتين الثالثة والرابعة من سلسلة دخيلة. الموسم الثالث بدأ عرضه يوم 10 سبتمبر 2017 وانتهى في 17 ديسمبر من نفس السنة. الموسم الرابع مكون من 13 حلقة عرض من 4 نوفمبر 2018 إلى 27 يناير 2019. الموسم الخامس عرض في 16 فبراير 2020 وانتهى في 10 مايو من نفس السنة. الموسم السادس عرض من 6 مارس 2022 إلى 1 مايو 2022. وتم تجديد المسلسل إلى موسم سابع.

## القصة
| الموسم | الموسم | الحلقات | الحلقات        | البث الأصلي    | البث الأصلي    |
| الموسم | الموسم | الحلقات | الحلقات        | البث الأول     | البث الأخير    |
| ------ | ------ | ------- | -------------- | -------------- | -------------- |
|        | 1      | 16      | 16             | 9 أغسطس 2014   | 30 مايو 2015   |
|        | 2      | 13      | 13             | 9 أبريل 2016   | 2 يوليو 2016   |
|        | 3      | 13      | 13             | 10 سبتمبر 2017 | 10 ديسمبر 2017 |
|        | 4      | 13      | 13             | 4 نوفمبر 2018  | 27 يناير 2019  |
|        | 5      | 12      | 12             | 16 فبراير 2020 | 10 مايو 2020   |
|        | 6      | 8       | 8              | 6 مارس 2022    | 1 مايو 2022    |
|        | 7      | 16      | 8              | 16 يونيو 2023  | 11 أغسطس 2023  |
| 8      | 7      | 16      | 22 نوفمبر 2024 | 17 يناير 2025  |                |
|        | 8      | 10      | 10             | TBA            | سيُعلن          |

### الموسم الأول
في سنة 1945، تذهب الممرضة كلير راندل مع زوجها فرانك في إجازة إلى إنفرنيس، اسكتلندا. خلال إسكتشافها لمجموعة أحجار ضخمة واقفة عند تلة ما، يغمي عليها بعد لمسها لأحد الأحجار. تستيقظ كلير لتجد نفسها وسط ما بيدوا مناوشة بين جنود بريطانين وثوار المرتفعات الإسكتلندية. ينقذها أحد الثوار من قبضة النقيب الشرير جونثان «بلاك جاك» راندل والذي يشبه تماماً زوجها فرانك، ثم يأخذها إلى كوخ فيه رفاقه، وهناك تستعمل خبرتها الطبية في مساعد رجل مجروح جايمي فريزر. تدرك كلير أن بلاك جاك هو سلف فرانك، وأنها بطريقة ما سافرت بالزمن إلى عام 1743. مهارتها تكسبها مكان في قلعة ليوخ كمعاجلة، لكنها تبقى شبه سجينة لدى عشيرة ماكنزي ولا تستطيع السفر إلى الأحجار كي تعود إلى زمنها. خلال ذلك الوقت يقترب جايمي وكلير من بضعهما، وتفهم الأخيرة أن بعض رجال العشيرة يحاولون جمع الأموال سرا للجيش يعقوبي. من خلال معرفتها بالتاريخ، تعلم كلير أن قضية اليعاقبة ستفشل وسيموت العديد من سكان المرتفعات. يتزوج جايمي بكلير لحمياتها من السادي بلاك جاك، والذي تكتشف كلير أن له ماضي قاسي مع جيمي. يدرك كلير وجايمي أنهما يكنان المشاعر لبعض، لكنها لا تزال ممزقة التفكير بفرانك. في 1945، يفقد فرانك الأمل في العثور على زوجته التي تستمتع بزواجها الجديد من جايمي في الماضي. يستعد الأثنان لقبول فكرة أنهما فقدا بعضما للأبد، لكن الظروف تجلب فرانك وكلير إلى الأحجار الواقفة، وبينهما قرنين من الزمن. يسمعان نداء الآخر عبر الوقت، لكن قبل أن تلمس كلير الحجر يقبض عليها جنود راندل.
يقوم جايمي بإنقاذ كلير من قبضة راندل قبل أن يغتصبها بحلظات، لكن زواج الاثنين يتعرض إلى اختبار حقيقي. يتم اعتقال كلير وصديقتها جيليس دونكان، وهي عاشبة في علاقة مع دوغال ماكنزي وحامل بأبنه، بتهمة ممارسة السحر، بعد فخ نصبته لهما ليري، وهي فتاة شابة تحب جيمي. خلال محاكمة مليئة بالشهود الزور، يجد القاضي كلير وجيليس منذبتين ويحكم عليها بالإعدام حرقاً. قبل أن يقاتل جايمي الرجال الموجودين في المحكمة في محاولة لإخراج زوجته من المأزق، تعترف جيليس بطريقة درامية أنها ساحره لتبرئة كلير. بينما يتم أخذ جيليس إلى الوتد لحرقها، تدرك كلير أن صديقتها هي في الواقعة مسافرة من المستقبل مثلها. تخبر كلير جايمي بقصتها الكاملة وكيف جائت من المستقبل. يقوم جايمي بأخذ كلير إلى الأحجار الواقفة لكي ترحل إلى زمنها، لكن كلير تختار البقاء معه. يذهب الاثنان إلى لاليبروخ، مسقط رأس عائلة جايمي، وهناك تلتقي كلير بأخت جايمي العنيدة جايني. يقبض الجيش البريطاني على جايمي ويرسله إلى سجن وينتورث لتنفيذ حكم الإعدام بحقه. يصل راندل إلى السجن ويأجل إعدامه ثم يقوم بتعذيبه. تتسلل كلير إلى السجن لإنقاذ جايمي، لكن عندما يقبض عليها راندل، يوافق جايمي على أن يقوم راندل باغتصابه مقابل أن يطلق سراح كلير. قبل أن تغادر السجن، تخبر كلير راندل بتاريخ موته. يضع مورتاه خطة لإنقاذ جايمي وينجح في تنفيذها، لكن جيمي يضل معذب عاطفياً بمحنة أغتصابه. تنجح كلير بإقناع جايمي بالعدول عن الانتحار، ويقرران الإبحار إلى فرنسا، حيث تأمل كلير بالتواصل مع تشارلز إدوارد ستيوارت ومنع حدوث معركة كلودين الكارثية. قبل الإبحار، تفصح كلير لجايمي أنها حامل.

### الموسم الثاني (2016)
بعد انتقالهما لباريس، تحاول كلير وجايمي منع حدوث ثورة اليعاقبة عن طريق تخرب المساعدات التي سيمدها الملك لويس الخامس عشر للمتظاهر تشارلز ستيوارت. يصبج جايمي صديق مقرب من تشارلز ويحاول إضعاف عزيمته وتخريب خططه. تعلم كلير أن بلاك جاك راندل لا يزال حي، لكنها تخشى إخبار جايمي. في نهاية المطاف تخبره، وعندما يظهر راندل في باريس، تجعل كلير جايمي يقسم بأن يبقيه حياً حتى التأكد من سلامة أسلاف فرانك.
يقوم راندل بأغتصاب صبي فيتحداه جايمي إلى مبارزة؛ هذه الصدمة تجعل كلير تفقد الجنين. يغادر جايمي وكلير إلى إسكتلندا في حزن عميق. بعد معرفة أن ثورة اليعاقة ستحدث لا محالة، يؤكد جايمي أن قوات تشارلز إدوارد ستهزم الإنجليز. ينتصر اليعاقبة في أول معركة بريستونبانز، لكن أنغوس يموت متأثر بجراحه. بعد ذلك، تقوم كلير بأقناع راندل بالزواج من ماري المرأة التي تحمل طفل أخوه المحتضر أليكس، وبالتالي ضمان أن فرانك سوف يولد يوماً ما. تصبح معركة كلودين على الباب، فيقنع جايمي كلير الحامل بالعودة إلى القرن العشرين لحماية طفلهما.
بعد عشرين سنة من عودتها، مات فرانك، وتأخذ كلير ابنتها بريانا إلى إسكتلندا. تكتشف بريانا أن فرانك ليس والدها الحقيقي، لكنها ترفض تصديق قصة كلير عن السفر عبر الزمن حتى ترى غيليس دانكن تعبر خلال الأحجار. تكتشف كلير أن جايمي لم يمت في كلودين، وتتعهد بالرجوع إليه.

### الموسم الثالث (2017)
يصاب جايمي بلاك جاك في معركة كلودين، لكنه يصاب بجروح خطيرة ويعتق من الإعدام. في السجن يصاحب مأموره اللورد جون غراي، الذي لاحقه يعرض عليه الخروج من السجن والعمل في عزبة إنكليزية، حيث ينجب هناك طفل غير شرعي يدعى ويلي. يعود جايمي إلى إسكتلندا ويصبح طابع. بينما في عام 1948 تدخل كلير كلية الطب في بوسطن حيث تعيش هناك مع فرانك وطفلة جايمي، بريانا. يلقى فرانك حتفه في حادث سيارة بينما بريانا في الكلية. بمساعدة روجر ويكفيلد خلال رحلة إلى إسكلتندا مع بريانا، تعلم كلير مصير جايمي بعد معركة كلودين فتعود إلى القرن الثامن عشر للعثور عليه. تكتشف هي أن جايمي متزوج من الأرملة ليري، رغم أن وجود كلير يبطل شرعية زواجه من ليري. يحاول جايمي وكلير استعادة كنز مخفي حتى يقدر جايمي على دفع تسوية لليري، لكن خلال محاولته يقبض القراصنة على ابن اخته إيان ويأخذوه إلى الكاريبي. يتبعهم جايمي وكلير ويتمكنان من إنقاذه من غيليس، التي نجت من الحرق على الوتد قبل عدة سنين. يبحر جايمي وكلير إلى إسكتلندا لكن عاصفة تحطم سفينتهم وتقذف بهم إلى شواطئ مستعمرة جورجيا.

## طاقم التمثيل

### رئيسي
- كاترينا بالف بدور (كلير بيتشامب راندال / فرَيزر)
- سام هيوين بدور (جيمس "جَيمي" ماكينزي فرَيزر)
- توبايس مينزيس بدور (فرانك راندال / جوناثان "بلاك جاك" راندال)
- غراهام مكتافيش بدور (دوجال ماكينزي)
- دنكان لاكرويكس بدور (مورتاه فرَيز)
- غرانت أورورك بدور (روبرت ماكينزي)
- ستيفن والترز بدور (انغوس موهر)
- بيل باترسون بدور (نيد غوين)
- غاري لويس بدور (كولوم ماكينزي)
- لوت فيربيك بدور (جيليس دانكن)

### ثانوي
- آنيت بادلاند بدور السيدة (غلين فيتزجيبونز)
- نيل هدسون بدور (ليري ماكنزي)
- لورا دونلي بدور جانيت فريجر موراي (جيني)
- جيمس فليت بدور الدكتور القس (ريجنالد ويكفيلد)
- تيم مكليرني بدور الأب (باين)
- سايمون كالو بدور (دوق ساندرينجهام)
- سيمون ميكوك بدور (هيو مونرو)

## التطوير والإنتاج
في 2012، حصلت سوني بيكتشرز تلفزيشن على حقوق سلسلة Outlander مع تعيين رونالد دي. مور لتطوير المشروع. أتمت سوني بيكتشرز تلفزيشن صفقة مع قناة ستارز في نوفمبر 2012، وتم تعيين طاقم كتاب تحت إشراف مور في أبريل 2013. في يونيو 2013، أعطت ستارز الضوء الأخضر لإنتاج مسلسل Outlander مكون من 16 حلقة. المدير التنفيذي لستارز كريس ألبركت قال لاحقاً أن مزيج المسلسل من الخيال والحركة والرومانسية المحورية القوية سيميزها عن باقي المسلسلات.
في 15 أغسطس 2014، وبعد عرض الحلقة تجريبية فقط، جددت القناة المسلسل إلى موسم ثاني مكون على الأقل من 13 حلقة، مبني على الكتاب الثاني في السلسلة، اليعسوب في الكهرمان. وذكر مدير قناة ستارز كريس ألبريشت في تصريح له: «الدعم الغامر الذي تلقاه المُسلسل من محبيه قد جعل قرارنا بتجديده لموسم آخر بغاية اليسر.» ويكمل في موضع آخر «نتطلع لإكمال هذه الرحلة الفاتنة مع أفراد الطاقم.»

### الكتابة
المبتكر والمنتج المنفذ رونالد دي. مو قال عن الحلقة التجريبية، «هناك الكثير من الأشياء التي فعلناها في أول 30 إلى 40 دقيقة لم تكن في الكتاب أو كانت مجموعة أشياء حدثت في الكتاب.» وأكد أيضاً أنه لم يُرد تقديم فكرة السفر عبر الزمن بالطريقة التقليدة المكونة من المؤثرات البصرية. مور وصف عملية اقتباس الموسم الأول بـ«المستقيمة» وقال أيضاً «كان الهيكل الأساسي دائماً واضح: كلير تحاول الرجوع لزمنها، ثم تقابل هذا الرجل، الآن تقع في حبه، الآن هي في صراع، هل سترجع لزمنها. أقرئها بطريقة خطية جداً.» وعلق على النبرة القاتمة للنصف الثاني من الموسم الأول قائلاً، «المسلسل يصبح أكثر تعقيداً والرحلة العاطفية أكثر وجعاً».
وعن مدى قرب حبكة الموسم الثاني من رواية المصدر اليعسوب في الكهرمان، قال مور:

### اختيار الأدوار
أعلن سام هيوين في 9 يوليو 2013 عن اختياره لأداء دور رئيسي في المسلسل وهو دور جايمي فريزر. توبايس مينزيس كان الممثل الثاني الذي تم اخيتاره في 8 أغسطس ليؤدي دورين مزدوجين في المسلسل وهما فرانك وجوناثان راندل. وفي 4 سبتمبر 2013 أعلن غراهام ماكتافش قبوله لتأدية دور دوجال ماكنزي. وفي 11 سبتمبر، 2013 أعلنت المُمثلة الآيرلندية كاترينا بالف عن قيامها بدور البطولة بشخصية كلير بيتشامب.
المؤلفة ديانا غابالدون لها ظهور قصير في حلقة «التجمع». أعلن في أغسطس 2014 أن الممثل فريزر هاينز قد انضم إلى المسلسل بدور مأمور السجن في حلقة «سجن وينتورث» ستعرض في 2015. من سنة 1966 إلى 1969، جسد فريزر هاينز شخصية جيمي ميكريمون في مسلسل دكتور هو، وهي الشخصية التي قالت عنه غابالدون أنها ألهمت أحداث روايتها والشخصية جيمي فريزر.

### التصوير
بدأ التصوير الرئيسي في اسكتلندا في أكتوبر 2013، مع ميزانية تفوق ال80 مليون $. وتم الانتهاء من تصوير الموسم الأول في سبتمبر 2014. التصوير جرى في جميع أنحاء استكلندا مثل المرتفعات وشمال لاناركشير.
الموسم الثاني بدأ تصويره في 7 مايو 2015، حسب ما أعلن مطور المسلسل رونالد دي. مور على حسابه في تويتر.

### الموسيقى التصويرية
أُلِّف موسيقى المُسلسل بير مكريري وهو ذاته الذي ألّف موسيقى المسلسلات الأخرى لقناة Starz. وقد حاول مكريري جعلها تبدو مُتناسقة مع لحن قصيدة "Sing me a Song of Lab that is Gone" لمؤلفها روبرت ستيفنسون، الذي جعلها على ألحان الأغنية الأسكتلندية الشعبية "The Skye Boat Song"

## الاستقبال النقدي
بشكل عام، فقد لَقيَ المسلسل إعجاباً من النُقّاد والمشاهدين على حد سواء. وقد أعرب موقع هافينغتون بوست (The Huffington Post) وصف الحلقة الأولى بأنها «... تحفة فنية... ومذهلة». انترتينمنت ويكلي أعطت الحلقة الأولى تقييم A-، وقالت بأنها «مثيرة وذكية ومؤثرة.» مات سيتز، وهو صحفي في مجلة نيويورك، أشاد بالمسلسل الجديد وقال عنها «قطعاً فريدة من نوعها: جزء منه رومانسي خيالي وجزء قصة سفر عبر الزمن وجزء دراما حربية (تقع احداثها عبر حقبتين زمنيتين).» سامح سعد وهو كاتب في موقع الشاشة الغربية أشاد بالمسلسل وقال «على الرغم من أنني لم أشاهد سوى 3 حلقات، لكن أصبحت لدي رؤية واضحة عن Outlander، إنه خليط مثمر وممتاز من الرومانسية والخيال والتاريخ. أداء جذاب من كاتريونا بالف بدور كلير، تلك المرأة القوية والذكية والراقية والجميلة، وهي الصفات المطلوبة في مجتمع شبه متخلف لا يؤمن أن المرأة نصفه». وفي تقييمٍ لموقِع قناة قالت إسراء يوسف: «الدخيلة مسلسل يعد بالكثير، قصة متماسكة مشحونة ومثيرة بشخصيات تترك جميعها انطباعا لدى المشاهد ويذكرها، مهما كان صغرها، طبيعته التاريخية والتقليدية جدا تضيف إلى جاذبيته، ستشعر بأنه يثريك كمشاهد، ويمنحك شيئا من الثقافة، ويذكرك بالتقاليد القديمة التي صاغت سلوكيات مجتمعات بأكملها لأجيال كثيرة وأعطتها امتيازا عن الآخرين، هذه التقاليد التي لم يعد لها وجود الآن، يجمع الحرب والتاريخ بالسياسة، الحب والصداقة بالولاء والإخلاص، شيء من دموية وشيء من إثارة وكثير من المواقف المؤثرة.»

## الجوائز والترشيحات
| السنة | الجائزة                                      | الفئة                                                                     | المُرشّح        | النتيجة | المرجع        |
| ----- | -------------------------------------------- | ------------------------------------------------------------------------- | ------------- | ------- | ------------- |
| 2014  | جوائز اختيار النقاد التلفزيونية              | جائزة أكثر المُسلسلات الجديدة إثارة                                        | Outlander     | فوز     | [ 29 ]        |
| 2015  | جائزة اختيار الجماهير                        | مُسلسل الخيال العلمي والفانتازيا المُفضّل                                    | Outlander     | فوز     | [ 30 ]        |
| 2015  | جائزة زحل                                    | أفضل مُمثل                                                                 | توبياس مينزيس | رُشِّح     | [ 31 ] [ 32 ] |
| 2015  | جائزة زحل                                    | أفضل ممثلة                                                                | كاتريونا بالف | فوز     | [ 31 ] [ 32 ] |
| 2015  | جائزة زحل                                    | أفضل مُمثل ثانوي                                                           | سام هيوين     | رُشِّح     | [ 31 ] [ 32 ] |
| 2015  | جائزة زحل                                    | أفضل تقديم تلفزيوني                                                       | Outlander     | رُشِّح     | [ 31 ] [ 32 ] |
| 2015  | جائزة أكاديميّة الأفلام والتلفزيون الأيرلنديّة | أفضل ممثلة دراما                                                          | كاتريونا بالف | رُشِّح     | [ 33 ] [ 34 ] |
| 2015  | جائزة أكاديميّة الأفلام والتلفزيون الأيرلنديّة | جائزة النجم الصاعد                                                        | كاتريونا بالف | رُشِّح     | [ 33 ] [ 34 ] |
| 2016  | جائزة اختيار الجماهير                        | الممثل المفضل في مسلسل خيال علمي / فنتازيا                                | سام هيوين     | رُشِّح     | [ 35 ]        |
| 2016  | جائزة اختيار الجماهير                        | الممثلة المفضلة في مسلسل خيال علمي / فنتازيا                              | كاترينا بالف  | فوز     | [ 35 ]        |
| 2016  | جائزة اختيار الجماهير                        | مُسلسل الخيال العلمي والفانتازيا المُفضّل                                    | Outlander     | فوز     | [ 35 ]        |
| 2016  | جوائز الغولدن غلوب                           | أفضل ممثلة - مسلسل دراما                                                  | كاترينا بالف  | رُشِّح     | [ 36 ]        |
| 2016  | جوائز الغولدن غلوب                           | أفضل مسلسل دراما                                                          | Outlander     | رُشِّح     | [ 36 ]        |
| 2016  | جوائز الغولدن غلوب                           | جائزة غولدن غلوب لأفضل ممثل مساعد - مسلسل، أو مسلسل قصير أو فيلم تلفزيوني | توبايس مينزيس | رُشِّح     | [ 36 ]        |

## البث العالمي
في الشرق الأوسط بدأت قناة osn بعرض المسلسل في 12 مارس 2015. وأيضاً متوفر عبر خدمة Starz Play عن طريق الإنترنت التي يَتواجَدُ بِها جَميعُ برامِج القناة عبر اشتراكٍ شهري. بدأت قناة Showcase الكندية بث المسلسل على شاشتها في 24 أغسطس 2014. وعرض في أستراليا في 14 أغسطس 2014 على قناة SoHo. وفي الدنمارك والسويد، بدأ عرضه في 10 سبتمبر 2014. وقد صدر المسلسل في موقع هيولو النسخة اليابانية في 29 أغسطس 2014. وفي دول أمريكا اللاتينية بدأ بث المسلسل على قناة MovieCity في 28 سبتمبر. ويُبث المسلسل كذلك في هولندا على قناة HBO هولندا. وبدأ بثه في نيوزيلندا في 11 أغسطس 2014 على قناة Lightbox TV.

## وصلات خارجية
- الموقع الرسمي
- الغريبة على موقع IMDb (الإنجليزية)
- الغريبة على موقع ميتاكريتيك (الإنجليزية)
- الغريبة على موقع روتن توميتوز (الإنجليزية)
- الغريبة على موقع نتفليكس (الإنجليزية)
- الغريبة على موقع فيلمافينيتي (الإسبانية)
- الغريبة على موقع كينوبويسك (الروسية)
- الغريبة على موقع ألو سيني (الفرنسية)
- الغريبة على موقع قاعدة بيانات الفيلم (الإنجليزية)
- صفحة عربية للمسلسل على الفيسبوك